# Тосіма (Токіо, Осіма)
34°31′46″ пн. ш. 139°16′56″ сх. д. / 34.52944° пн. ш. 139.28222° сх. д.
Тосі́ма (яп. 利島村, としまむら, МФА: [toɕima muɾa]) — село в Японії, в області Осіма префектури Токіо. Займає територію острова Тосіма з групи островів Ідзу. Належить до острівних територій Токіо. Станом на 1 жовтня 2008 площа села становила 4,12 км². Станом на 1 січня 2009 населення села становило 340 осіб.

## Географія

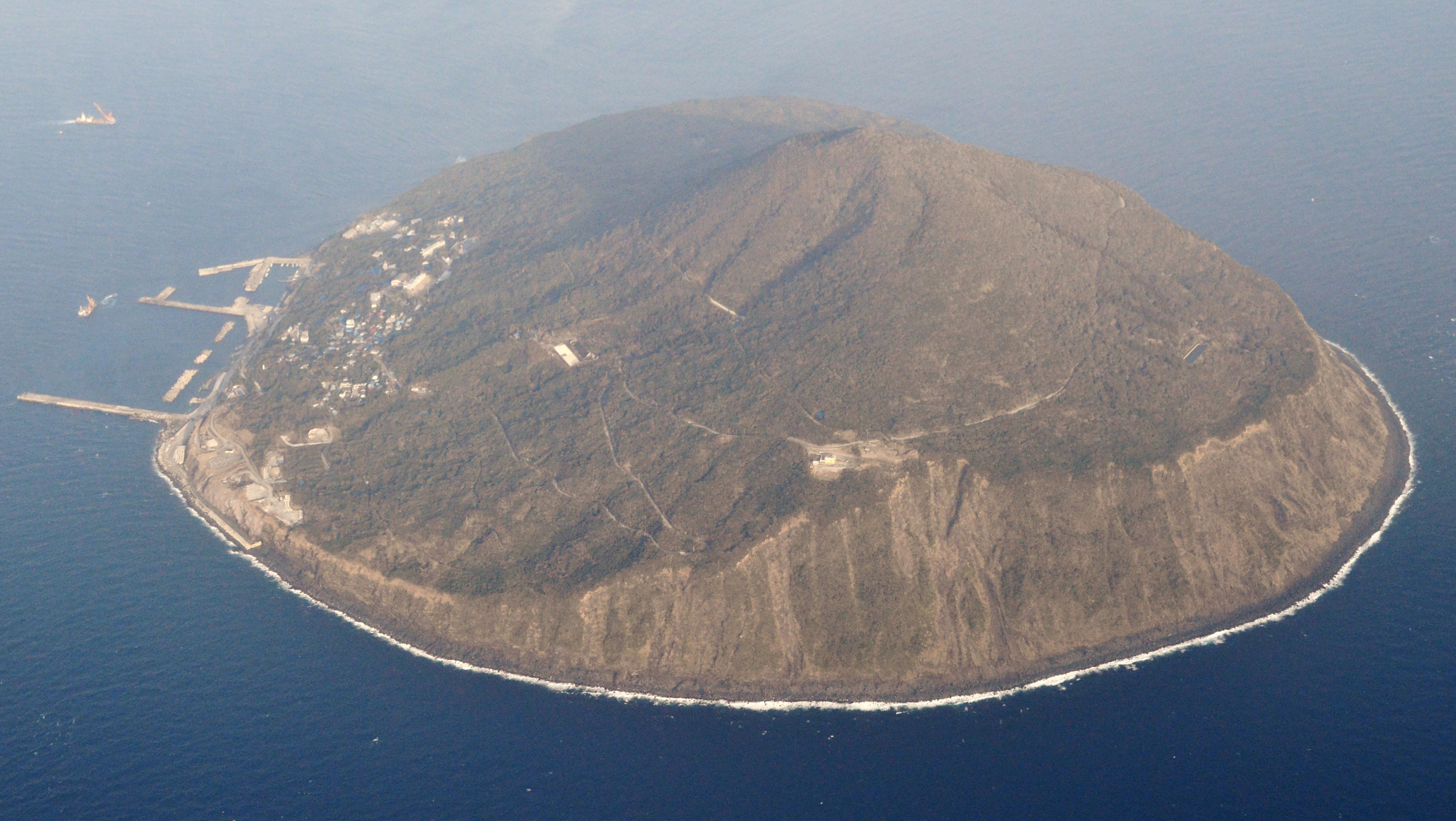

О́стрів Тосі́ма (яп. 利島, としま, МФА: [toɕima], «Острів То») — острів вулканічного походження в західній частині Тихого океану. Складова групи островів Ідзу, один з семи найбільших островів групи. Належить селу Тосіма області Осіма префектури Токіо, Японія. Станом на 2007 рік площа острова становила 4,12 км², населення — 304 особи. В центрі острова лежить вулкан Міяцука, висотою 508 м. Житлові квартали сконцентровані в північній частині острова. Через відсутність підземних вод, мешканці залежать від дощової води та поставок води з острова Хонсю. Сполучення зі столицею здійснюється поромами. 60 % гірського лісу острова займають камелії, з яких виготовляють місцеву першокласну олію. Острів є ареалом гніздування ряболицих буревісників.